# Terence Koh

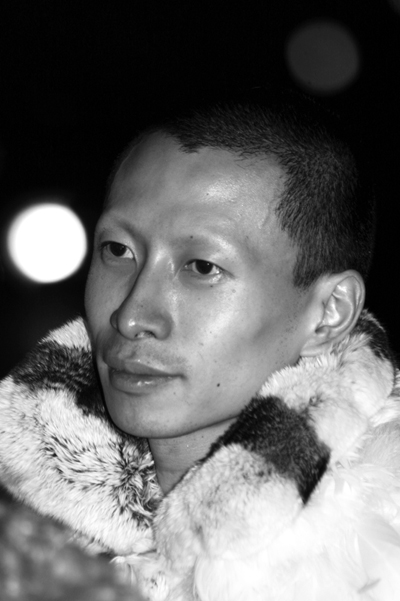
Terence Koh (2007)

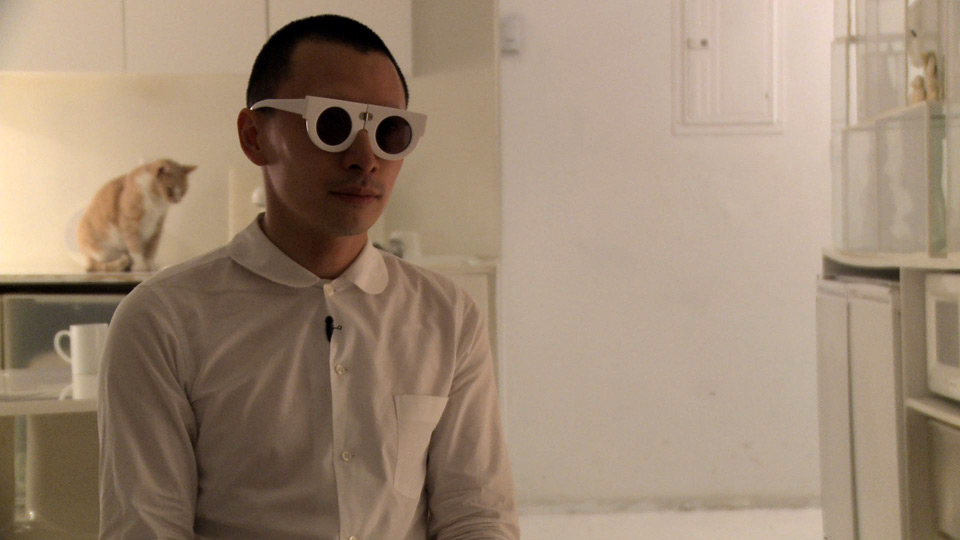
Terence Koh, Aufnahme aus dem Film „The Future of Art“ (2010)

Terence Koh (* 1977 in Peking) ist ein chinesisch-kanadischer Künstler.

## Vita
Koh wuchs in Vancouver auf und lebt in New York. Er erlangte einen Bachelor-Abschluss am Emily Carr Institute of Art and Design, Vancouver.

## Werk
Bekannt wurde Koh durch seine Objektinstallationen. Teilweise wurde er von der Presse schon als „nächster Andy Warhol“ gefeiert. Im Sommer 2008 war eine seiner Installationen in der Kunsthalle Schirn in Frankfurt am Main zu sehen. 2010 wirkte er in dem Dokumentarfilm „The Future of Art“ mit.

## Ausstellungen (Auswahl)
- 2021: tinyBE • living in a sculpture, Metzlerpark des Museum Angewandte Kunst Frankfurt/Main, spiral home, 2021, Kuratorin Cornelia Saalfrank[2]